# Mas de Sant Pau (Masdenverge)
El Mas de Sant Pau és una masia de Masdenverge (Montsià) inclosa a l'Inventari del Patrimoni Arquitectònic de Catalunya.

## Descripció
És un edifici aïllat situat a la vora dreta del barranc de la Galera, dins el terme de Masdenverge.
Edifici de planta rectangular, amb cossos adossats (capella i corral), realitzat amb maçoneria pintada de color vermell amb franges verticals i horitzontals blanques, ressaltant la separació dels pisos i els vèrtex A la planta baixa s'observen diverses portes, dues d'arc de mig punt amb carreus de pedra grans i ben escairats a manera de dovelles, i una altra que sembla posterior, d'arc rebaixat amb dovelles de rajols i muntants de carreus de pedra. Al primer pis hi ha tot un seguit de finestres d'arc rebaixat, amb muntants i llinda de pedra. A les golfes també hi ha finestres en un ordre simètric respecte a les inferiors, petites, d'arc rebaixat, amb muntants i llindes de rajol a manera de dovelles. Al pis superior, a una de les façanes frontals es conserva un matacà. Adossada a aquesta mateixa paret hi ha la capella, de dos pisos, amb teulada a un vessant i una porta d'accés. Al costat d'aquest cos hi ha un altre adossat, de planta baixa i amb teulada a un vessant però amb la inclinació en sentit contrari. Al davant hi ha unes piques de pedra, comunicades per canals retallats a la pedra que eren els rentadors.

## Història
El Mas d'en Tosques o de Sant Pau fou comprat per l'abat de Benifassà, Bernardo Llorens, al seu beneficiat, Mn. Pedro Vidal. Era censatària en benefici de Santa Marta de l'hospital de Santa Maria de la Seu de Tortosa. L'escriptura pública va ser feta per Jaime Serra, notari de Tortosa, el dia 30 de maig de 1463. L'any 1562 s'obra de nou la casa del Mas. L'abat Melchor Barberà (1579-1583) va fer-hi una capella. L'any 1570 l'abat Juan Barberà feu que el pintor Juan Caramany pintés un retaule. L'abat Andrés Calnera (1620-1624) feu un additament al mas. Quan era abat Agustí Valls per segon cop (1640-1644), els francesos varen destruir part del Mas. L'any 1593 es va fer la paridora del Mas, una altra capella, un forn per coure pa i la bugaderia. El 1726, Amposta va demanar cadastre del Mas.
S'hi construí un molí d'oli entre els anys 1772-1775, i el 1780 se li afegí la segona premsa. El 1797-1798 es construí la sínia i la casa adjunta.